# 파랑돌

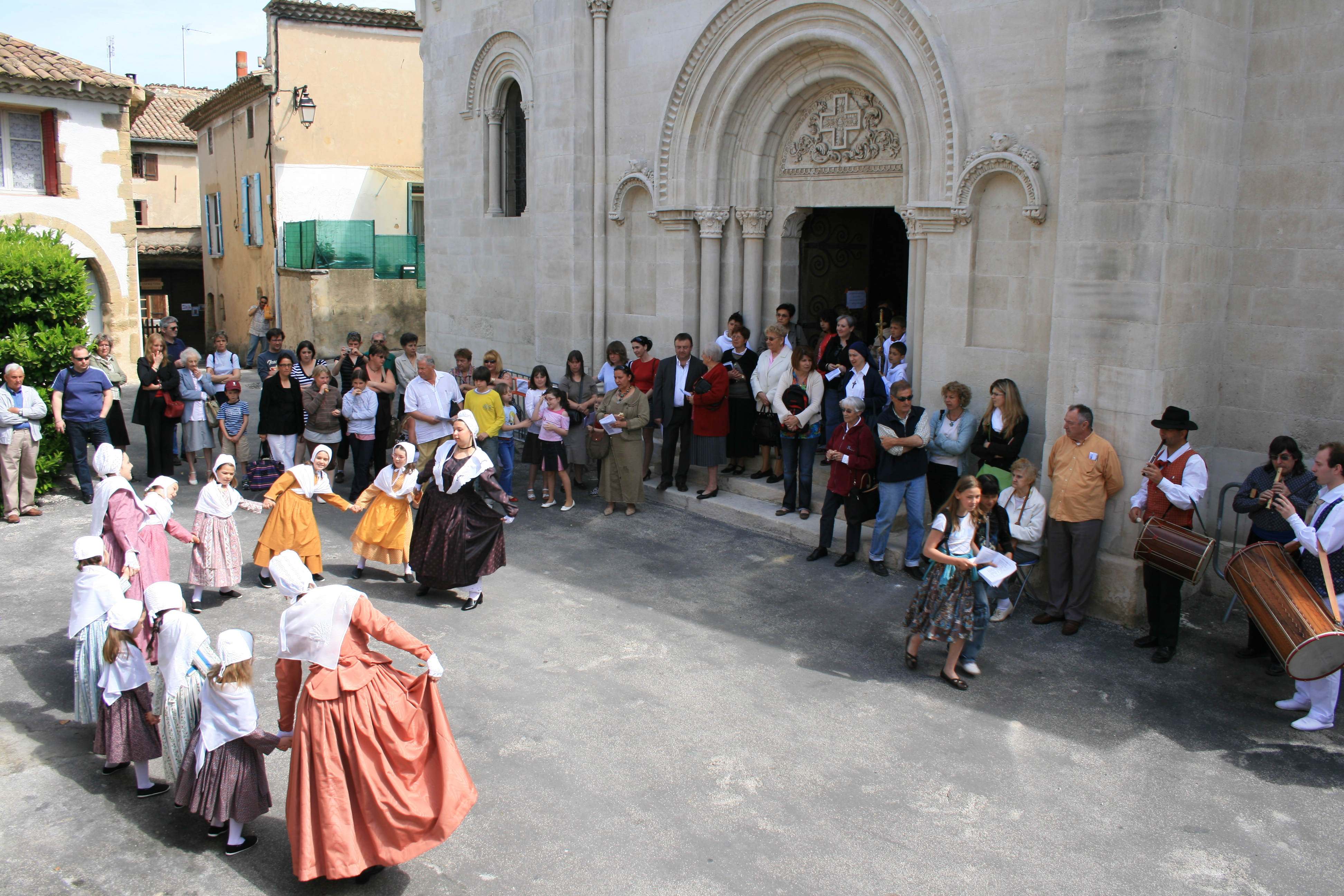
Saint-Geniès-de-Comolas 지역의 파랑돌 춤.

파랑돌(프랑스어: farandole) 또는 파란둘로(오크어: farandola)는 프로방스 지방에 예로부터 있던 8분의 6박자의 춤곡이다. 비제의 <아를의 여인> 속에 있는 것은 특히 유명하다.

## 전통춤
파랑돌은 1932년 잉글랜드의 민속학자 바이올렛 알포드에 의해 최초로 자세히 기술되었다.